# 山名義路
山名 義路（やまな よしみち）は、但馬国村岡藩の第2代（最後）の藩主（知藩事）。官位は従五位下・因幡守、のち正三位。男爵。陸軍軍人。

## 経歴
万延元年（1860年）11月4日、初代藩主・山名義済の嫡男として生まれる。明治4年（1871年）2月11日、父の隠居に伴って家督相続し知藩事となる。同年7月、廃藩置県で免官となり、翌月、東京へ転居する。明治17年（1884年）、華族令によって男爵に叙せられた。
維新後は、陸軍教導団歩兵科を卒業し広島鎮台陸軍歩兵伍長となる。さらに陸軍士官学校を1887年7月21日に卒業（旧9期）して、同日付で歩兵少尉に任官し、翌日に歩兵第5連隊小隊長となる。のち輜重兵少佐に昇進。第4旅管軍法会議判士や輜重兵第3大隊中隊長、第1師団衛生予備廠長などを歴任する。
1911年7月10日、貴族院男爵議員に就任し、1916年7月11日に辞任した。昭和15年（1940年）11月22日、81歳で死去。

## 栄典
- 1895年（明治28年）11月18日 - 明治二十七八年従軍記章[5]

## 系譜
- 父：山名義済（1836年 - 1871年）
- 母：縁子（まさこ） - 信濃国須坂藩主堀直格の娘[6]
- 姉妹
  - 快子（やすこ） - 誠照寺（鯖江市）第26世法主二條秀源上人（秀源は西園寺師季の子、徳川慶喜の従兄弟である二条斉敬の猶子。弟は西園寺公望）夫人[6]
  - 悦子[6]
  - 忻子（きんこ） - 垣屋問察養女[6]
- 妻：トヨ - 佐藤信有の娘[6]
  - 嫡男：山名義鶴（1891年 - 1967年） - 社会運動家[6]
  - 操子（みさおこ） - 諫川正井の夫人[6]
  - 義亀（よしひさ） - 叔母・垣屋忻子の養子[6]
  - 緑 - 益本利民の夫人[6]